# Chiến tranh Jōkyū
Chiến tranh Jōkyū (tiếng Nhật: 承久の乱) là một cuộc xung đột chính trị và quân sự quan trọng trong lịch sử Nhật Bản, diễn ra vào năm 1221 (niên hiệu Jōkyū thứ 3). Cuộc chiến này do Thượng Hoàng Go-Toba phát động, với mục tiêu lật đổ Hōjō Yoshitoki, người đang nắm quyền thực sự (shikken) trong Mạc phủ Kamakura.
Nguyên nhân chính cuộc chiến là do can thiệp ngày càng sâu của Mạc phủ vào triều đình, khiến Thượng Hoàng Go-Toba tìm cách khôi phục quyền lực thực sự triều đình bằng vũ lực, dẫn đến cuộc chiến tranh này.
Mặc dù cuộc chiến do Thượng Hoàng phát lệnh tiêu diệt Mạc phủ, nhưng Hōjō Yoshitoki cùng chị gái là Hōjō Masako đã khéo léo biến chiếu chỉ triều đình thành mối đe dọa đối với Mạc phủ và các gia đình võ sĩ ở Tōgoku. Nhờ vậy, Mạc phủ nhận được sự ủng hộ từ tầng lớp võ sĩ Tōgoku, tạo nên lực lượng phản công. Trong các trận chiến, quân đội Mạc phủ giành chiến thắng và Thượng Hoàng Go-Toba thất bại. Sau chiến tranh, Thượng Hoàng bị lưu đày đến đảo Oki vì tội mưu phản, và nhiều thành viên hoàng tộc cùng quý tộc ủng hộ ông cũng bị phế truất hoặc lưu đày.
Kết quả cuộc chiến Jōkyū đánh dấu sự thay đổi lớn trong cục diện chính trị Nhật Bản. Mạc phủ Kamakura củng cố quyền kiểm soát đối với triều đình và thiết lập Rokuhara Tandai (Lục Đa La Tham Đề) ở Kyōto để giám sát hoạt động triều đình, tăng cường sự thống trị trên toàn quốc. Từ đó, quyền lực chính trị triều đình suy giảm nhanh chóng, và chính quyền võ sĩ duy trì sự kiểm soát áp đảo lên triều đình cho đến khi Đại Chính Phụng Hoàn trong cuộc Minh Trị Duy Tân thế kỷ 19 mới chính thức chấm dứt tình trạng này.
Cuộc chiến này đã đặt nền móng cho sự ổn định lâu dài chính quyền võ sĩ Nhật Bản, và các chính quyền sau này như Mạc phủ Muromachi, chính quyền Toyotomi và Mạc phủ Edo tiếp tục duy trì ảnh hưởng áp đảo đối với triều đình.

## Bối cảnh
Bối cảnh cuộc chiến Jōkyū có liên quan chặt chẽ đến những vấn đề còn lại sau cuộc chiến Genpei vào cuối thời kỳ Heian. Trong thời kỳ chiến tranh Genpei, gia tộc Taira (平家) đã chiếm giữ triều đình và khi chạy trốn khỏi Kyoto vào năm 1185, họ đã mang theo thanh kiếm thiêng Ame-no-Murakumo-no-Tsurugi (天丛云剑, Thiên Tùng Vân Kiếm), một trong Tam chủng thần khí của Nhật Bản. Tuy nhiên, trong trận chiến tại Dan-no-ura, gia tộc Taira bị đánh bại và thanh kiếm thiêng đã bị thất lạc. Vì những bảo vật này tượng trưng cho quyền uy thiêng liêng của Thiên hoàng, việc mất thanh kiếm đã gây ra ảnh hưởng lớn đối với biểu tượng quyền lực triều đình. Trong thời gian trị vì Thượng hoàng Go-Toba, triều đình không có thanh kiếm thiêng này, càng làm suy yếu tính chính danh và quyền lực Thiên hoàng.
Để khôi phục thanh kiếm thiêng và củng cố quyền lực Thiên hoàng, Thượng hoàng Go-Toba đã cử người đến Kyūshū vào năm 1212 để tìm kiếm thanh kiếm Ame-no-Murakumo-no-Tsurugi, nhưng không thành công. Sự kiện này phản ánh tình hình lúc bấy giờ, khi quyền lực Thiên hoàng đã bị tầng lớp võ sĩ làm lung lay. Hòa thượng Jien đã đưa ra một quan điểm quan trọng rằng sự trỗi dậy tầng lớp võ sĩ và sức mạnh Mạc phủ là biểu tượng cho một quyền lực thay thế quyền lực thiêng liêng thanh kiếm. Mạc phủ không chỉ là lực lượng quân sự bảo vệ triều đình, mà còn trở thành người cai trị thực sự.
Để đối phó với sự trỗi dậy tầng lớp võ sĩ, vào khoảng năm 1206, Thượng hoàng Go-Toba đã thành lập đội quân "Tây Diện Võ Sĩ" (西面武士), lực lượng vũ trang trực thuộc triều đình. Nhiều thành viên đội quân này là gia đình võ sĩ ở Kyoto thuộc Mạc phủ. Thông qua đội quân này, Thượng hoàng Go-Toba đã nhiều lần đàn áp các cuộc nổi dậy từ chùa chiền, thể hiện nỗ lực của ông trong việc tăng cường quyền kiểm soát.
Tình hình trở nên phức tạp hơn sau cái chết của Minamoto no Sanetomo (源実朝). Năm 1219, vị tướng quân thứ ba Mạc phủ Kamakura, Minamoto no Sanetomo, bị ám sát. Để giải quyết vấn đề kế vị, Mạc phủ và triều đình đã đồng ý cho Thân vương Masanari (雅成) hoặc Thân vương Yorihito (赖仁) đảm nhiệm chức tướng quân. Tuy nhiên, Thượng hoàng Go-Toba bất ngờ thay đổi ý định, từ chối cho các thân vương đến Kamakura và ra lệnh hủy bỏ chức vụ Địa Đầu tại hai vùng đất (Nagae-sho ở tỉnh Settsu và Mukai-sho). Điều này đã chọc giận Mạc phủ, dẫn đến việc Hōjō Tokifusa dẫn theo 1.000 kỵ binh đến Kyoto để bày tỏ sự phản đối với triều đình. Cuối cùng, một thỏa hiệp được đạt tới, và Fujiwara no Yoritsune (藤原頼经) trở thành tướng quân mới.
Mâu thuẫn giữa Thượng hoàng Go-Toba và Mạc phủ ngày càng sâu sắc, đặc biệt là vào năm 1219, khi ông ra lệnh cho gia đình võ sĩ ở Kyoto và đội quân Tây Diện truy bắt Thủ hộ Minamoto no Yoritomo, khiến nhiều công trình hoàng cung bị đốt cháy. Nguyên nhân việc truy bắt Yoritomo có nhiều giả thuyết: có người nói rằng Yoritomo đã vi phạm chỉ dụ Thượng hoàng, có người lại cho rằng Yoritomo có ý định phản loạn hoặc tham vọng chiếm lấy chức Chinh di Đại tướng quân. Dù nguyên nhân là gì, sự kiện này được xem là dấu hiệu cho kế hoạch lật đổ Mạc phủ của Thượng hoàng Go-Toba.
Đồng thời, Thượng hoàng Go-Toba cố gắng khôi phục quyền lực triều đình bằng cách kêu gọi toàn quốc đóng góp kinh phí tái xây dựng cung điện, nhưng các lực lượng địa phương như Quốc ty (quản lý tỉnh), Lãnh gia, và Địa đầu đều từ chối nộp thuế. Điều này cho thấy quyền kiểm soát triều đình tại địa phương đã suy yếu nghiêm trọng, đặt nền móng cho cuộc chiến Jōkyū bùng nổ, dẫn đến xung đột quân sự sau này.

## Chuẩn bị

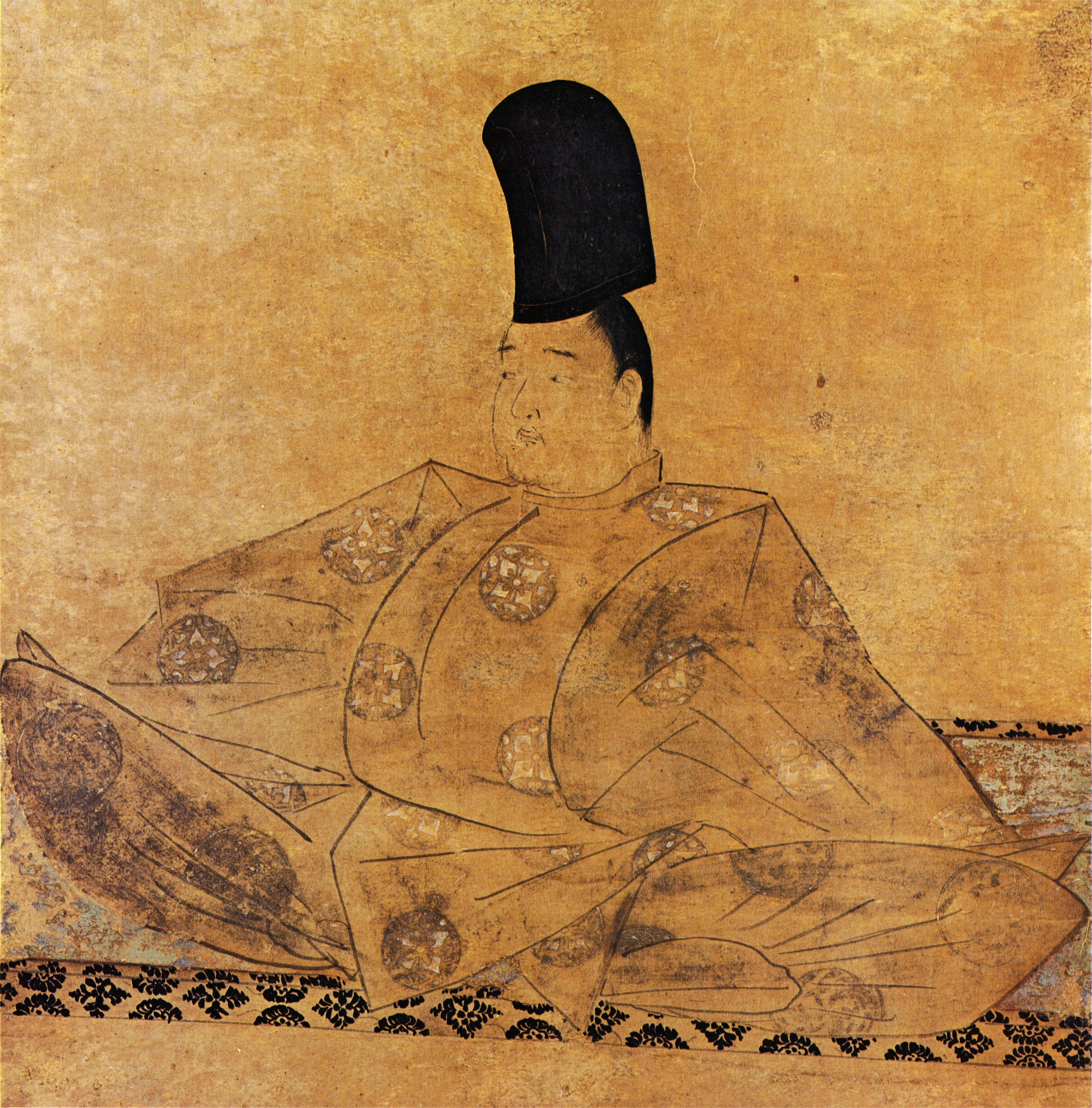
Thượng Hoàng Go-Toba

Vào năm Jōkyū (Thừa Cửu) thứ ba (1221), Thượng hoàng Go-Toba quyết định khởi binh chống lại Mạc phủ Kamakura, và các hành động cụ thể dần được triển khai.
Đầu tiên, vào ngày 20 tháng 4, Thiên hoàng Juntoku nhường ngôi cho Thân vương Kanenari, người sau này trở thành Thiên hoàng Chūkyō. Việc nhường ngôi này nhằm củng cố quyền lực thực tế Thượng hoàng Go-Toba. Tiếp đó, vào ngày 28 tháng 4, Thượng hoàng triệu tập khoảng 1.000 võ sĩ từ vùng Kinki và các khu vực xung quanh, tập trung tại Hoàng cung Kōyōin, cho thấy dấu hiệu chuẩn bị động viên lực lượng vũ trang.
Vào ngày 14 tháng 5, Thượng hoàng Go-Toba bắt đầu thanh trừng các phe phái thân Mạc phủ, giam giữ Saionji Kintsune và con trai của ông, Saneuji, những người ủng hộ Mạc phủ. Saionji Kintsune là ông ngoại của Tướng quân thứ tư Fujiwara no Yoritsune, nên hành động này nhằm làm suy yếu ảnh hưởng Mạc phủ tại triều đình. Để thăm dò sức mạnh Mạc phủ ở Kyoto, Thượng hoàng đã triệu tập hai người đứng đầu là Iga Mitsusue, người bảo vệ Kyoto, và Ōe Chikahiro. Iga Mitsusue từ chối lời triệu tập, trong khi Ōe Chikahiro chịu áp lực và gia nhập phe Thượng hoàng.
Vào ngày 15 tháng 5, Miura Taneyoshi và Sasaki Hirotsuna dẫn 800 kỵ binh tấn công và giết chết Iga Mitsusue, đánh dấu sự khởi đầu chính thức các hoạt động quân sự. Cùng ngày, Thượng hoàng Go-Toba ban chiếu chỉ cho các gia tộc hùng mạnh như Miura, Takeda, và Koyama, kêu gọi họ tiêu diệt Hōjō Yoshitoki, người nắm quyền thực sự tại Mạc phủ. Đồng thời, ông cũng gửi công văn đến các gia tộc võ sĩ, Thủ hộ và Địa đầu tại các vùng ngũ kỳ thất đạo (Gokishichidō), yêu cầu họ cùng chống lại Hōjō Yoshitoki. Tuy nhiên, việc truyền bá các chiếu chỉ này không được diễn ra suôn sẻ.
Vào ngày 16 tháng 5, sứ giả Thượng hoàng, Oshimatsumaro, rời khỏi Kyoto để truyền bá các chiếu chỉ, nhưng do thông tin bị rò rỉ, Mạc phủ lập tức có hành động ứng phó. Đến ngày 19 tháng 5, Miura Taneyoshi phái sứ giả đến Kamakura, thuyết phục anh trai mình là Miura Yoshimura đổi phe. Cùng lúc đó, các sứ giả từ Iga Mitsusue và Saionji Kintsune cũng lần lượt đến Kamakura để báo cáo về tình hình tại Kyoto. Sau khi nghe lời thuyết phục của em trai, Miura Yoshimura ngay lập tức bàn bạc với Hōjō Yoshitoki và đề xuất bắt giữ Oshimatsumaro. Cuối cùng, Mạc phủ đã thành công trong việc bắt giữ Oshimatsumaro, làm gián đoạn việc truyền bá chiếu chỉ và công văn, điều này đã làm suy yếu đáng kể khả năng động viên lực lượng của Thượng hoàng trên toàn quốc.
Cũng vào ngày 19 tháng 5, một cuộc họp quan trọng được tổ chức trong nội bộ Mạc phủ Kamakura. Các võ sĩ đã tập trung tại dinh thự Hōjō Masako, và bà đã đóng vai trò quan trọng trong cuộc họp này. Bằng tài thuyết phục, Hōjō Masako khéo léo biến lệnh tiêu diệt Hōjō Yoshitoki của triều đình thành một mối đe dọa chung đối với toàn bộ Mạc phủ Kamakura. Bà kêu gọi các võ sĩ đoàn kết, cùng nhau chống lại mối nguy từ triều đình. Cuộc động viên này không chỉ khơi dậy lòng trung thành các võ sĩ Kamakura mà còn đặt nền móng cho cuộc phản công Mạc phủ.

## Chiến tranh

### Mạc phủ đáp trả
Sau khi cuộc chiến Jōkyū bùng nổ, Mạc phủ Kamakura đã nhanh chóng đưa ra các biện pháp ứng phó trước lệnh tấn công của Thượng hoàng Go-Toba. Theo ghi chép từ Azuma Kagami (吾妻镜), vào ngày 19 tháng 5 năm 1221, Mạc phủ đã thảo luận về cách đối phó với thế lực triều đình. Ban đầu, kế hoạch là phòng thủ tại các vị trí như Hakone và [[Ashigara]] ở Tōkaidō (Đông Hải Đạo), với chiến lược thủ vững chắc. Tuy nhiên, đại lão Ōe no Hiromoto cho rằng cần nhanh chóng xuất quân đến Kyoto để tránh kéo dài cuộc chiến, gây nguy cơ phân rã trong tầng lớp võ sĩ ở Tōgoku (Đông quốc). Hōjō Masako cũng đồng ý với quan điểm này, chủ trương tấn công chủ động. Cuối cùng, Hōjō Yoshitoki ra lệnh cho các gia tộc võ sĩ ở Tōkaidō và Tōsandō (Đông Sơn Đạo) chuẩn bị xuất quân, đồng thời cử Hōjō Tomotoki tập hợp binh lực ở vùng Hokuriku.

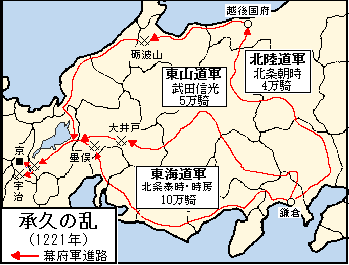
Hướng tiến quân về Kyoto của quân đội Mạc Phủ

Ngày 21 tháng 5, Ichijō Yoriuji từ Kyoto đến Kamakura báo cáo về tình hình mới nhất ở kinh đô. Tin tức này lại khiến nội bộ Mạc phủ tranh luận. Một số gia tộc võ sĩ cho rằng không nên tấn công quá vội vã. Tuy nhiên, Ōe no Hiromoto và Yasunobu Miyoshi khăng khăng rằng trì hoãn chỉ khiến tình hình xấu đi, đề nghị hành động ngay lập tức. Họ cho rằng dù chỉ có Hōjō Yasutoki xuất quân, cũng cần phải làm điều đó sớm để kết thúc chiến tranh nhanh chóng, ngăn chặn dao động trong nội bộ võ sĩ ở Tōgoku.
Ngày 22 tháng 5, Hōjō Yasutoki dẫn đầu đoàn quân 18 kỵ binh xuất quân đầu tiên, sau đó Hōjō Tokifusa, Ashikaga Yoshiuji, Miura Yoshimura và các lãnh chúa khác cũng lần lượt xuất phát, khiến lực lượng quân đội Mạc phủ được huy động nhanh chóng. Hōjō Yoshitoki ở lại Kamakura, chủ trì việc cầu nguyện và điều phối chung cho cuộc chiến. Theo Azuma Kagami, kết quả huy động vào ngày 25 tháng 5 rất thành công, các võ sĩ từ Tōgoku đã hưởng ứng lời kêu gọi, đưa tổng số quân đội Mạc phủ lên đến khoảng 190.000 kỵ binh.
Lực lượng của Mạc phủ được tổ chức như sau:
- Đội quân Tōkaidō: Hơn 100.000 kỵ binh, do Hōjō Tokifusa, Hōjō Yasutoki, Hōjō Tokiuji, Ashikaga Yoshiuji, Miura Yoshimura, và Chiba Tanetsuna chỉ huy. Đội quân này tiến theo Tōkaidō hướng về Kyoto và là lực lượng chủ lực.
- Đội quân Tōsandō: Hơn 50.000 kỵ binh, do Takeda Nobumitsu, Ogasawara Nagakiyo, Oyama Tomonaga và Yūki Tomomitsu chỉ huy, tiến theo Tōsandō với mục tiêu cũng là Kyoto.
- Đội quân Hokurikudō (Bắc Lục Đạo): Hơn 40.000 kỵ binh, do Hōjō Tomotoki, Yūki Tomohiro và Sasaki Nobumi chỉ huy, tiến theo Hokurikudō để tấn công triều đình từ phía bắc.

### Trận sông Owari
Vào ngày 26 tháng 5, triều đình nhận được tin quân Mạc phủ đã áp sát Kyoto, khiến tình hình trở nên khẩn trương. Ngày 1 tháng 6, sứ giả triều đình là Oshimatsumaro trở về Kyoto và báo cáo quy mô quân đội Tōgoku, gây ra sự hoảng loạn tại kinh đô. Triều đình lập tức chỉ định Fujiwara no Hideyasu làm tổng chỉ huy, lãnh đạo khoảng 12.000 binh sĩ, bao gồm các võ sĩ trung thành với triều đình, gia tộc võ sĩ ở kinh đô, đội Tây Diện võ sĩ và các võ sĩ địa phương ở Mino và Owari, nhằm phòng thủ tại các bến sông Kiso, Nagara và Ibi.
Phía Mạc phủ, vào ngày 5 tháng 6, quân Tōkaidō và Tōsandō hội họp và thống nhất kế hoạch tác chiến. Quân Tōsandō Mạc phủ đánh bại lực lượng phòng thủ triều đình tại bến Oido, rồi chiếm được bến Unuma. Mặc dù Fujiwara no Hideyasu và Miura Taneyoshi cố gắng chống cự, nhưng phòng tuyến triều đình tiếp tục bị đẩy lùi.
Ngày 6 tháng 6, Mạc phủ mở cuộc tấn công toàn diện vào quân triều đình. Mặc dù các tướng lĩnh triều đình như Yamada Shigetada, Minamoto Taka, và Kagami Hisatsuna chiến đấu dũng cảm, nhưng trước sức mạnh của đại quân Mạc phủ, phòng tuyến triều đình hoàn toàn sụp đổ. Cuối cùng, Fujiwara no Hidetou phải rút lui, và trận sông Owari kết thúc với thất bại thảm hại của triều đình.
Cùng lúc đó, trên mặt trận Hokurikudō, quân đội Mạc phủ cũng đạt được chiến thắng tại Hannya no Shō, vùng Etchu vào ngày 8 tháng 6, củng cố lợi thế quân sự ở miền Bắc.

### Trận chiến tại Uji và Seta
Thất bại trong trận sông Owari đã làm suy sụp tinh thần quân triều đình. Vào ngày 8 tháng 6, Fujiwara no Hideyasu trở về Kyoto và báo cáo thất bại cho Thượng hoàng Go-Toba. Thượng hoàng đích thân đến núi Hiei để tìm sự trợ giúp từ các nhà sư binh chùa Enryaku-ji, nhưng bị từ chối, chỉ một số ít nhà sư tham gia vào quân đội triều đình.
Ngày 10 tháng 6, quân triều đình tập trung phòng thủ tại Uji và Seta ở phía nam Kyoto, với khoảng 20.000 kỵ binh, bao gồm các quý tộc như Bōmon Tadasuke, Ichijō Nobuyuki và các tăng binh từ Kumano và Nara. Quân Mạc phủ cũng chia thành nhiều đội quân khác nhau, trong đó Hōjō Tokifusa tấn công Seta, Hōjō Yasutoki đánh vào Uji, và các đội quân khác tiến đến Imozumi và Yodo.
Ngày 12 tháng 6, Hōjō Tokifusa mở cuộc tấn công vào Seta nhưng bị Yamada Shigetada và một số tăng binh từ chùa Enryaku-ji chống trả quyết liệt, khiến cuộc tấn công tạm thời dừng lại. Ngày 13 tháng 6, Ashikaga Yoshiuji, không chờ lệnh Hōjō Yasutoki, tự ý tấn công Uji, nhưng bị mưa tên quân triều đình đẩy lui. Đến ngày 14 tháng 6, quân Mạc phủ đã phá vỡ phòng tuyến triều đình tại Uji, và các tướng lĩnh triều đình như Fujiwara no Tomotoshi và Hatta no Chisue đều tử trận. Quân triều đình ở mọi mặt trận đều thất bại, và các tướng lĩnh như Fujiwara no Hideyasu và Ono no Morikiyo đã phải rút lui, khiến Kyoto đứng trước nguy cơ bị quân Mạc phủ chiếm đóng.
Ngày 15 tháng 6, Fujiwara no Hideyasu và Miura Taneyoshi báo cáo kết quả thua trận cho Thượng hoàng Go-Toba. Miura Taneyoshi còn đề nghị bảo vệ triều đình đến cùng trong trận chiến cuối cùng, nhưng Thượng hoàng từ chối, cho rằng làm như vậy chỉ thu hút sự tấn công của quân Tōgoku. Ông ra lệnh cho quân đội rút lui. Miura Taneyoshi cảm thấy sốc và tiếc nuối trước quyết định này, không lâu sau đó, ông cùng con trai bị quân Mạc phủ đánh bại và tự sát. Các tướng như Yamada Shigetada và Minamoto Taka cũng tử trận hoặc tự vẫn trong cuộc chiến cuối cùng với quân Mạc phủ.
Trận sông Owari cùng với các trận chiến tại Uji và Seta đã đánh dấu sự thất bại toàn diện quân triều đình. Kết thúc cuộc chiến Jōkyū không chỉ củng cố vị thế mạnh mẽ Mạc phủ Kamakura mà còn dẫn đến sự suy yếu thêm nữa quyền lực triều đình, thiết lập sự kiểm soát lâu dài Mạc phủ đối với chính quyền Nhật Bản.

## Sau chiến tranh

### Quân Mạc Phủ tiến vào Kyoto
Vào ngày 15 tháng 6 năm 1221, quân đội Mạc phủ do Hōjō Tokifusa và Hōjō Yasutoki dẫn đầu đã tiến vào Kyoto. Lúc này, Thượng hoàng Go-Toba, để tránh bị quy trách nhiệm cho cuộc nổi loạn, đã cử tiểu quan Ozuki no Kunimune làm sứ giả đến gặp Hōjō Yasutoki, tuyên bố rằng cuộc nổi dậy này không phải là ý định của thượng hoàng mà là do một số đại thần mưu mô đứng sau.
Theo ghi chép trong "Azuma Kagami" (吾妻鏡), Ozuki no Kunimune đã truyền đạt lập trường của Thượng hoàng Go-Toba với hy vọng tránh bị truy cứu trách nhiệm. Ông cũng tuyên bố rút lại sắc lệnh trước đó về việc thảo phạt Hōjō Yoshitoki và hứa sẽ chấm dứt các cuộc xung đột đã gây ra ở Kyoto. Mặc dù thượng hoàng cố gắng đổ trách nhiệm cho người khác qua tuyên bố này, nhưng động thái này không thể cứu vãn được vị thế của ông.
Sau khi tiến vào Kyoto, Hōjō Tokifusa, Hōjō Yasutoki và Miura Yoshimura đã thiết lập căn cứ Mạc phủ tại Rokuhara (Lục Đa La) và bắt đầu ổn định tình hình sau chiến tranh. Họ không chỉ truy bắt tàn dư quân đội triều đình mà còn đánh giá công lao các võ sĩ Tōgoku đã tham gia chiến trận, bảo đảm rằng những võ sĩ trung thành với Mạc phủ được thưởng công xứng đáng.
Trong quá trình này, Mạc phủ cũng tái cấu trúc lại hệ thống quyền lực triều đình. Nhiều quan lại ủng hộ Thượng hoàng đã bị bãi chức hoặc lưu đày, trong khi các quý tộc và quan chức thân Mạc phủ được thăng tiến. Những thay đổi về nhân sự này đã củng cố quyền kiểm soát Mạc phủ tại Kyoto và làm suy yếu ảnh hưởng Thượng hoàng Go-Toba.

### Trừng phạt phe Thượng hoàng
Nhiều công khanh bị coi là kẻ chủ mưu ủng hộ Thượng hoàng Go-Toba đã bị bắt giữ và chuyển tới căn cứ Rokuhara Mạc phủ, sau đó bị đưa đến vùng Kantō. Phần lớn họ bị xử tử trên đường áp giải:
- Hamuro Mitsuchika, Minamoto Arimasa, Hamuro Muneyuki, Takakura Norishige và Ichijō Nobutaka đã bị xử tử sau khi bị áp giải đến Rokuhara vào ngày 24 và 25 tháng 6.
- Bōmon Tadanobu là anh trai của vợ cả Tướng quân thứ ba Minamoto no Sanetomo nên được lưu đày thay vì bị xử tử.
- Vào ngày 1 tháng 7, các võ sĩ từng phục vụ cho Mạc phủ như Gotō Motokiyo, Gojo Arihito, Sasaki Hirotsuna, và Ōe no Yukinobu bị xử tử do tham gia vào phe triều đình.

Một trong những hậu quả trực tiếp của cuộc chiến là việc lưu đày Thượng hoàng Go-Toba và những người ủng hộ ông:
- Ngày 13 tháng 7, Thượng hoàng Go-Toba bị lưu đày đến đảo Oki.
- Ngày 20 tháng 7, Thượng hoàng Juntoku bị lưu đày đến đảo Sado.
- Ngày 24 tháng 7, Thân vương Masanari bị lưu đày đến tỉnh Tajima.
- Ngày 25 tháng 7, Thân vương Yorihito bị lưu đày đến tỉnh Bizen.
- Thượng hoàng Tsuchimikado, dù không tham gia nổi loạn, vẫn tự nguyện lưu đày đến tỉnh Tosa vào ngày 10 tháng 10, sau đó chuyển đến tỉnh Awa.

Cấu trúc quyền lực triều đình đã được tái cơ cấu hoàn toàn, với Mạc phủ nắm quyền kiểm soát các quyết định về nhân sự. Thân vương Morisada, anh cùng mẹ với Thượng hoàng Go-Toba, trở thành "Trị thiên chi quân" và bắt đầu viện chính, trong khi con trai ông, Thân vương Morizane, lên ngôi thành Thiên hoàng Go-Horikawa. Kujō Michiie, vốn thân cận với Thượng hoàng Go-Toba, bị cách chức và thay thế bởi Konoe Iezane làm Nhiếp chính. Saionji Kintsune được Mạc phủ ủng hộ và vào tháng 10 được bổ nhiệm làm Nội đại thần, chịu trách nhiệm giao tiếp giữa triều đình và Mạc phủ. Các gia đình quý tộc từng phụ thuộc vào Thượng hoàng Go-Toba như gia tộc Ichijō, Bōmon và Takakura bị suy yếu nghiêm trọng sau khi Thượng hoàng thất thế.
Các võ sĩ ủng hộ Thượng hoàng Go-Toba cũng bị trừng phạt, anh em Fujiwara Hideyasu và Hidezumi trốn đến tỉnh Kawachi nhưng bị bắt và xử tử vào ngày 6 tháng 10. Ōe no Chikahiro biến mất sau trận Uji và Seta, có tin đồn rằng ông đã trốn đến vùng Shōgawa ở tỉnh Dewa. Ōuchi Korezane bị bắt vào năm 1230 và bị lưu đày đến Saigoku (Tây quốc). Sasaki Tsunekage, Thủ hộ tỉnh Awaji và Awa, đã tự sát, còn con trai ông Sasaki Takashige bị xử tử. Các võ sĩ khác như Kōno Michitsune và Wada Tomomori cũng bị bắt vì tham gia vào phe Thượng hoàng.
Các tăng lữ tham gia vào cuộc nổi loạn cũng bị trừng trị nghiêm khắc, Sonchō, người đứng đầu Núi Haguro ở tỉnh Dewa, bị bắt vào năm 1227 và sau đó tự sát. Các ác tăng từ Kumano và Núi Hiei cũng lần lượt bị bắt và xử tử.

### Chỉnh đốn lại Saigoku
Gia tộc Hōjō thường trú tại Kyoto sau cuộc nổi loạn và thành lập Rokuhara Tandai, một cơ quan thường trực do Mạc phủ trực tiếp chỉ huy, kiểm soát các thủ hộ và võ sĩ ở vùng Saigoku. Việc thành lập Rokuhara Tandai đánh dấu sự gia tăng kiểm soát trực tiếp Mạc phủ đối với Saigoku, không chỉ là một cơ quan quân sự và chính trị mà còn có chức năng duy trì trật tự địa phương và giám sát động thái triều đình. Về sau, Rokuhara Tandai trở thành trung tâm chính của Mạc phủ tại Saigoku.
Sau cuộc chiến Jōkyū, Mạc phủ đã điều chỉnh lại các chức vị thủ hộ ở khu vực Saigoku. Những võ sĩ ở Kyoto từng ủng hộ triều đình đã bị tước bỏ chức vị thủ hộ, và các vị trí này được phân phối lại cho võ sĩ Tōgoku. Sasaki Nobutsuna, người có công trong trận chiến Uji và Seta, đã thay thế anh trai mình, Sasaki Hirotsuna, làm thủ hộ tỉnh Ōmi. Chức vị thủ hộ ở Izumi và Kii được tái lập sau khi bị bãi bỏ trước đó vào năm 1207 do liên quan đến chuyến thăm Kumano của Thượng hoàng Go-Toba.
Mạc phủ tịch thu khoảng 3.000 khu đất thuộc về các quý tộc và võ sĩ ủng hộ Thượng hoàng Go-Toba, sau đó phân phối lại những đất đai này cho các võ sĩ Tōgoku đã ủng hộ Mạc phủ. Những khu đất này được gọi là shinpo jitō (tân bổ địa đầu) và có cách quản lý thu nhập khác với đất đai gốc honpo jitō (bản bổ địa đầu), tạo ra hệ thống quản lý đất đai mới gọi là shinpo ritsuhō.
Shinpo ritsuhō là một hệ thống phân phối lợi nhuận mới trên đất đai được phân bổ. Cụ thể, những người nhận đất mới có quyền trích một tỷ lệ nhất định từ lợi nhuận đất đai, và tỷ lệ này khác với các địa đầu trước đó (honpo jitō). Điều này đã mang lại sự thay đổi trong hệ thống quản lý đất đai và thuế, đồng thời đảm bảo Mạc phủ kiểm soát chặt chẽ đất đai mới.
Nhờ các biện pháp này, Mạc phủ Kamakura không chỉ thành công trong việc tái thiết lập trật tự chính trị và quân sự tại Saigoku, mà còn mở rộng ảnh hưởng võ sĩ Tōgoku tại đây, củng cố cơ sở quyền lực của Mạc phủ và kiểm soát toàn bộ đất nước.

## Tài lại tham khảo
- Ponsonby-Fane, Richard Arthur Brabazon. (1962).  Sovereign and Subject. Kyoto: Ponsonby Memorial Society. OCLC 1014075